# Kloster Lausnitz
Das Kloster Lausnitz ist ein ehemaliges Augustinerinnenkloster in der ostthüringischen Gemeinde Bad Klosterlausnitz in Thüringen. Bedeutendstes Bauwerk ist die romanische Pfeilerbasilika.

## Geschichte
1132 wurde von der adligen Witwe Cuniza im heutigen Bad Klosterlausnitz ein Augustinerinnenkloster gegründet. Cuniza und der damals hier lebende Einsiedler Sigebodo waren nach Forschungen von Wolfgang Hartmann Tochter und Sohn des durch seine Gattin Adelheid in Lausnitz begüterten Graf Dietmar von Selbold-Gelnhausen aus dem Adelsgeschlecht der Reginbodonen.
Zunächst verfügte das Kloster nur über eine kleine Holzkirche im Tal, die zwischen 1155 und 1180 durch das steinerne Kloster am heutigen Standort ersetzt wurde. Am 24. Juni 1180 wurde die neue Klosterkirche durch Bischof Udo II. geweiht. Sie erhielt den Namen Maria Stein bzw. Marienstein. 1212 verwüstete ein Brand die Kirche, die erst 1217 wieder geweiht werden konnte. 
Ab 1525 hielt die Reformation im Kloster Einzug. Nach und nach traten alle Nonnen aus. Die letzten beiden starben 1543, womit die Geschichte des Klosters endete. Danach verfiel auch die große Klosterkirche zunehmend. 1617 wurde eine Mauer eingezogen, die den östlichen Teil der Kirche abtrennte und als Dorfkirche nutzbar machte. Der westliche Teil wurde zwischen 1719 und 1722 abgerissen. 1792 wurde an den östlichen Restteil ein kleiner Turm angebaut, der der romanischen Bauform der Kirche widersprach. Er wurde 1856 wieder abgerissen. Die gesamte Kirche musste ein Jahr später wegen Baufälligkeit gesperrt werden. Damals entstanden Bestrebungen, die Kirche wieder originalgetreu aufzubauen, die im Wesentlichen auch dem romantisierenden Zeitgeist entsprachen. Der Architekt Ferdinand von Quast fertigte hierzu die Pläne an, die 1858 die Zustimmung des Landtages von Sachsen-Altenburg fanden. 1863 war Grundsteinlegung zum Wiederaufbau, der mit der Weihe am 31. Oktober 1866 zum Abschluss kam. Die Baukosten der 45 Meter langen, 37 Meter hohen Kirche betrugen etwa 123.000 Mark. Zur 100-Jahr-Feier 1966 wurde der Bau unter Denkmalschutz gestellt. 1985 wurde die neue Orgel eingesetzt. 
Heute besteht die Kirche aus einem altromanischen Ost- und einem neuromanischen Westteil, wobei der Wiederaufbau im Allgemeinen als geglückte Nachbildung gilt. Die Kirche enthält ein Triumphkreuz, das auf etwa 1235/40 datiert wird.

## Bilder

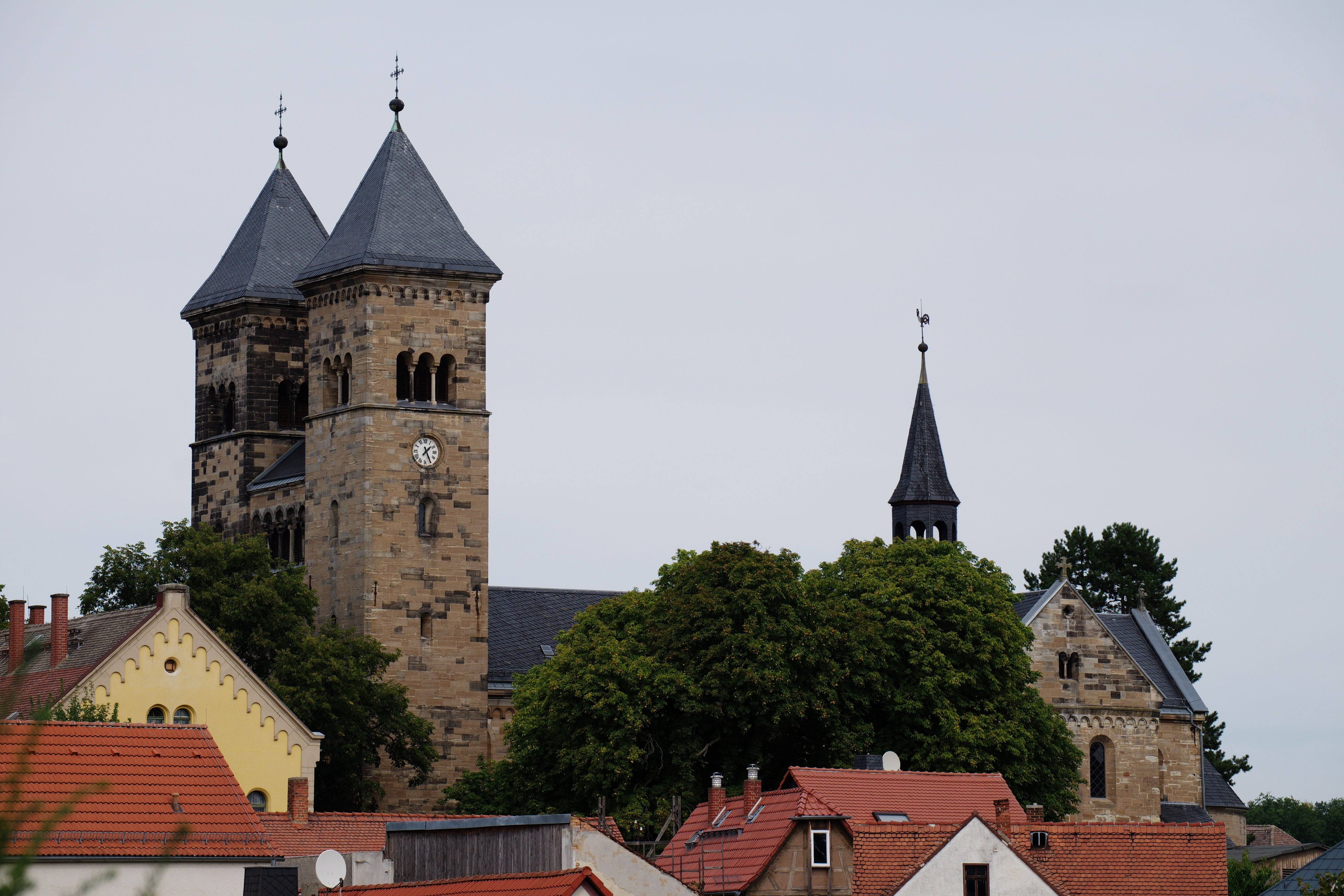
Ansicht der Klosterkirche von Südwest
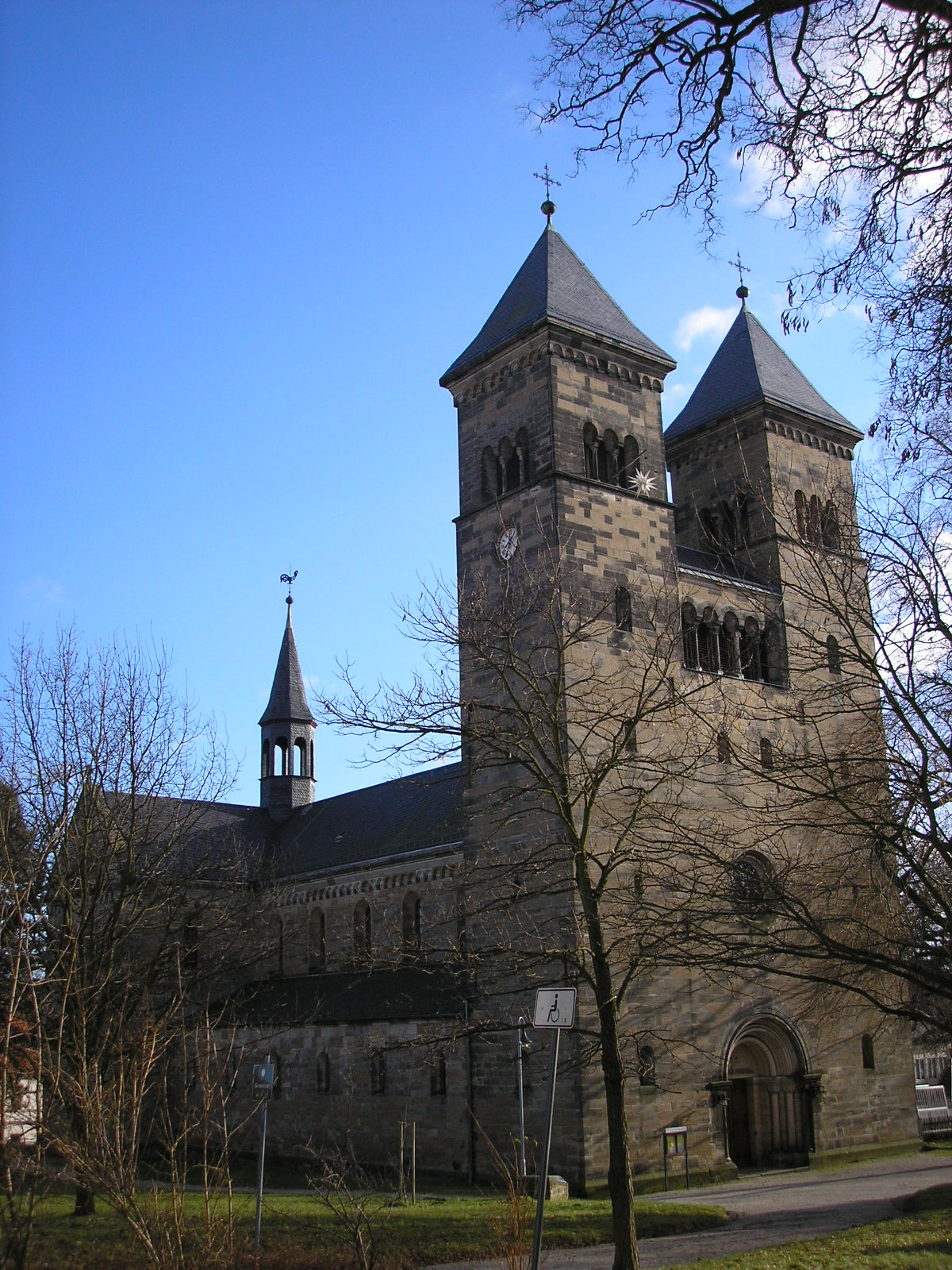
Gesamtansicht
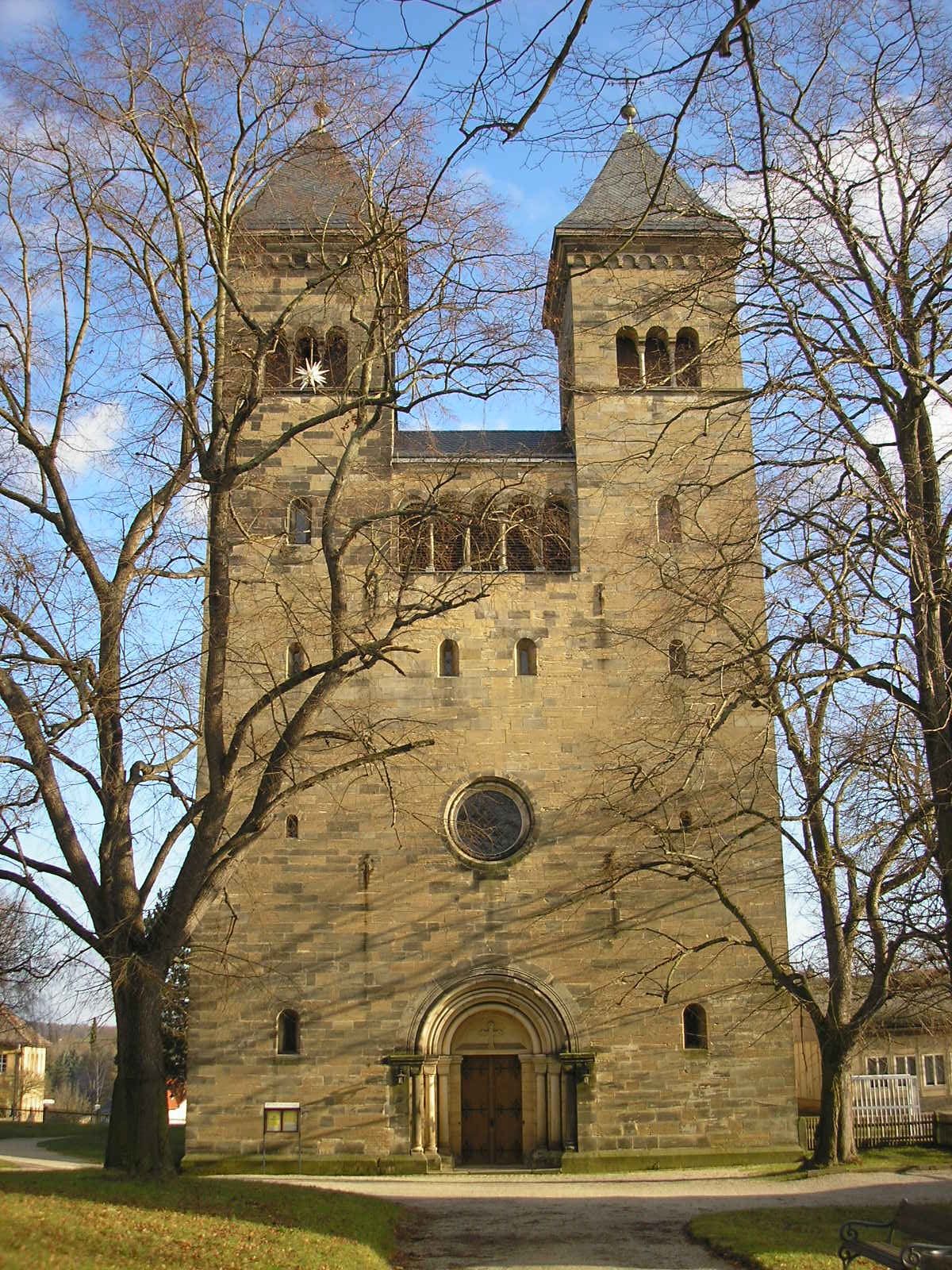
Westfassade
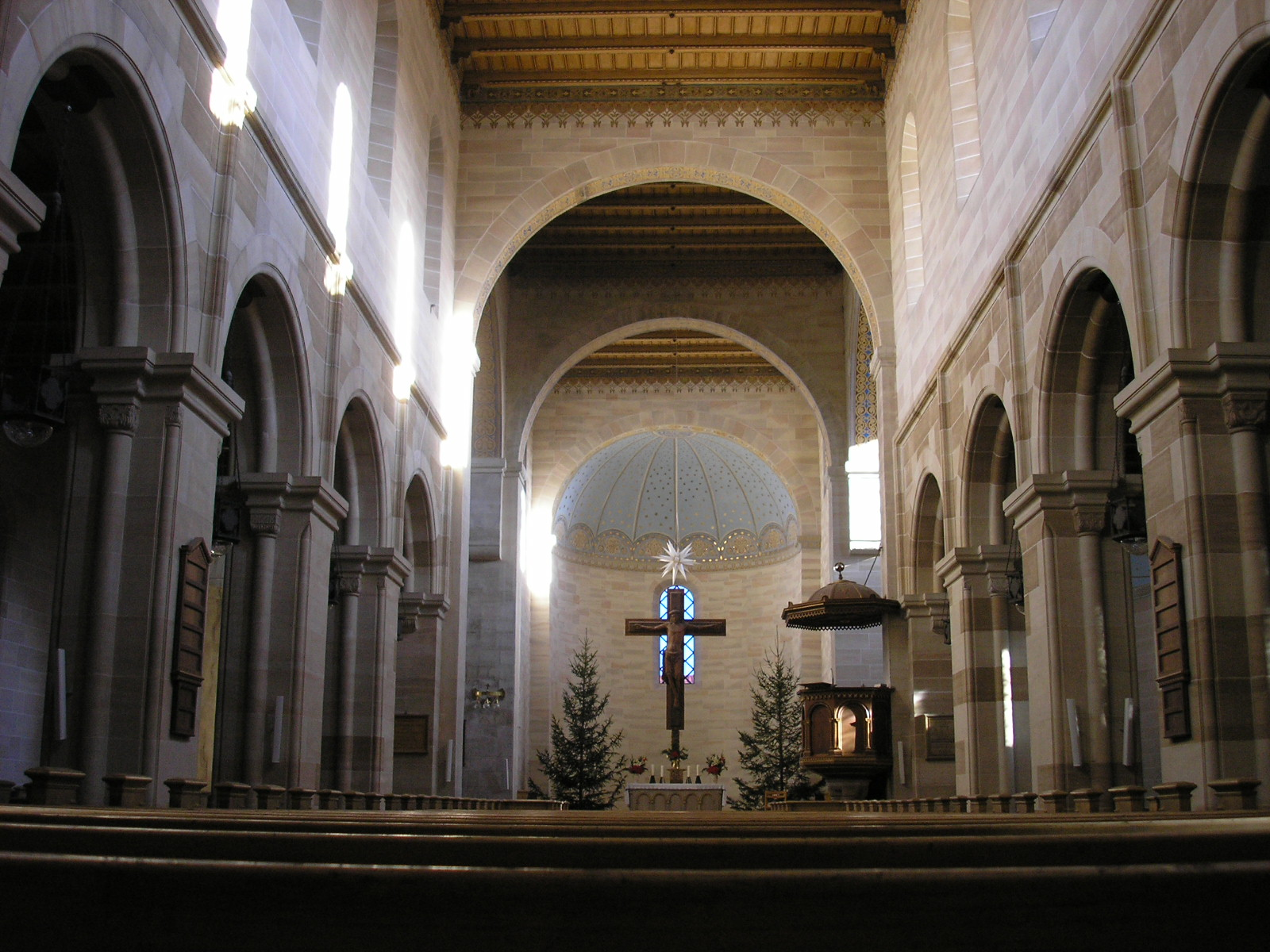
Blick durchs Schiff nach Osten
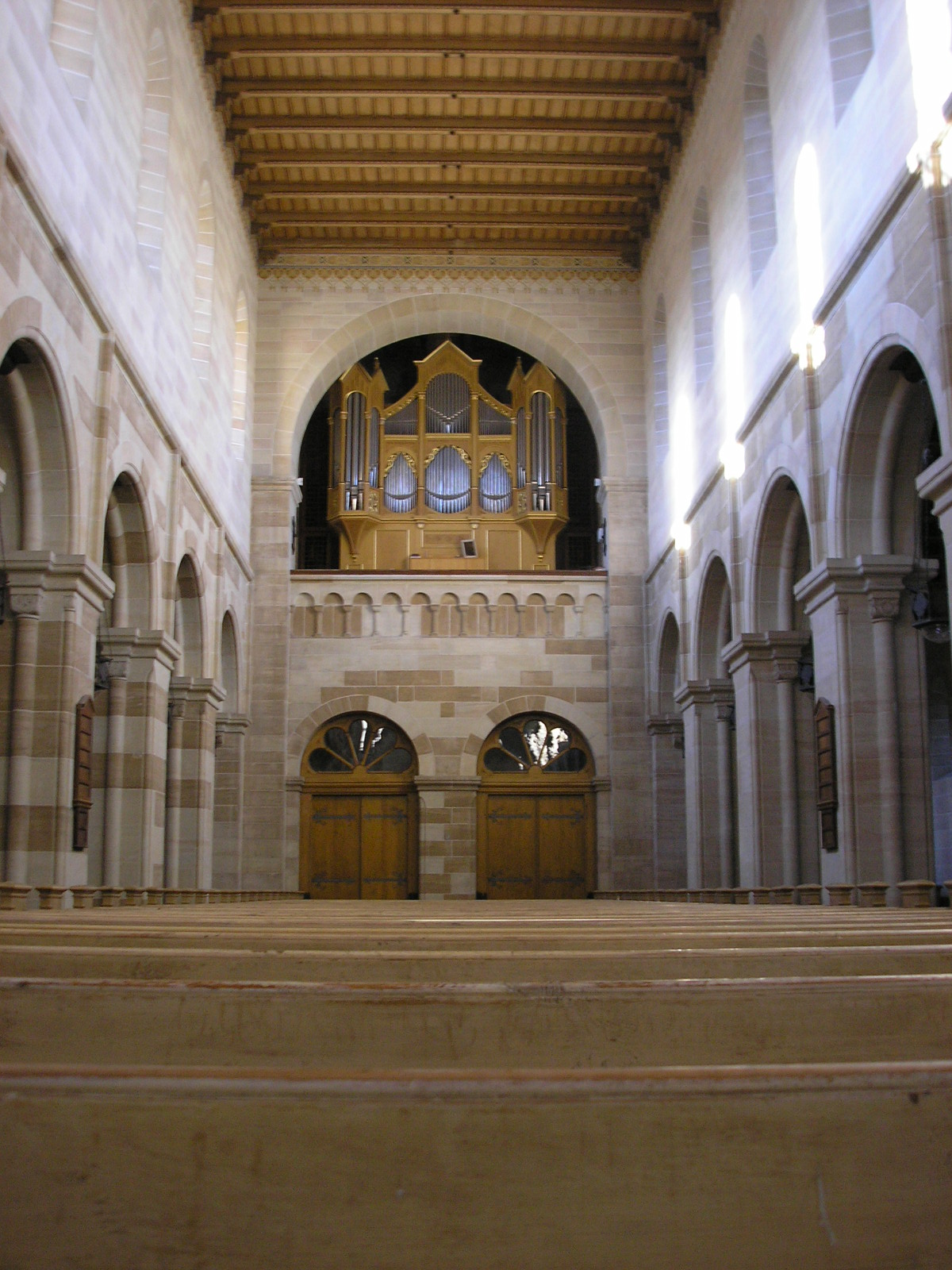
Blick durchs Schiff nach Westen
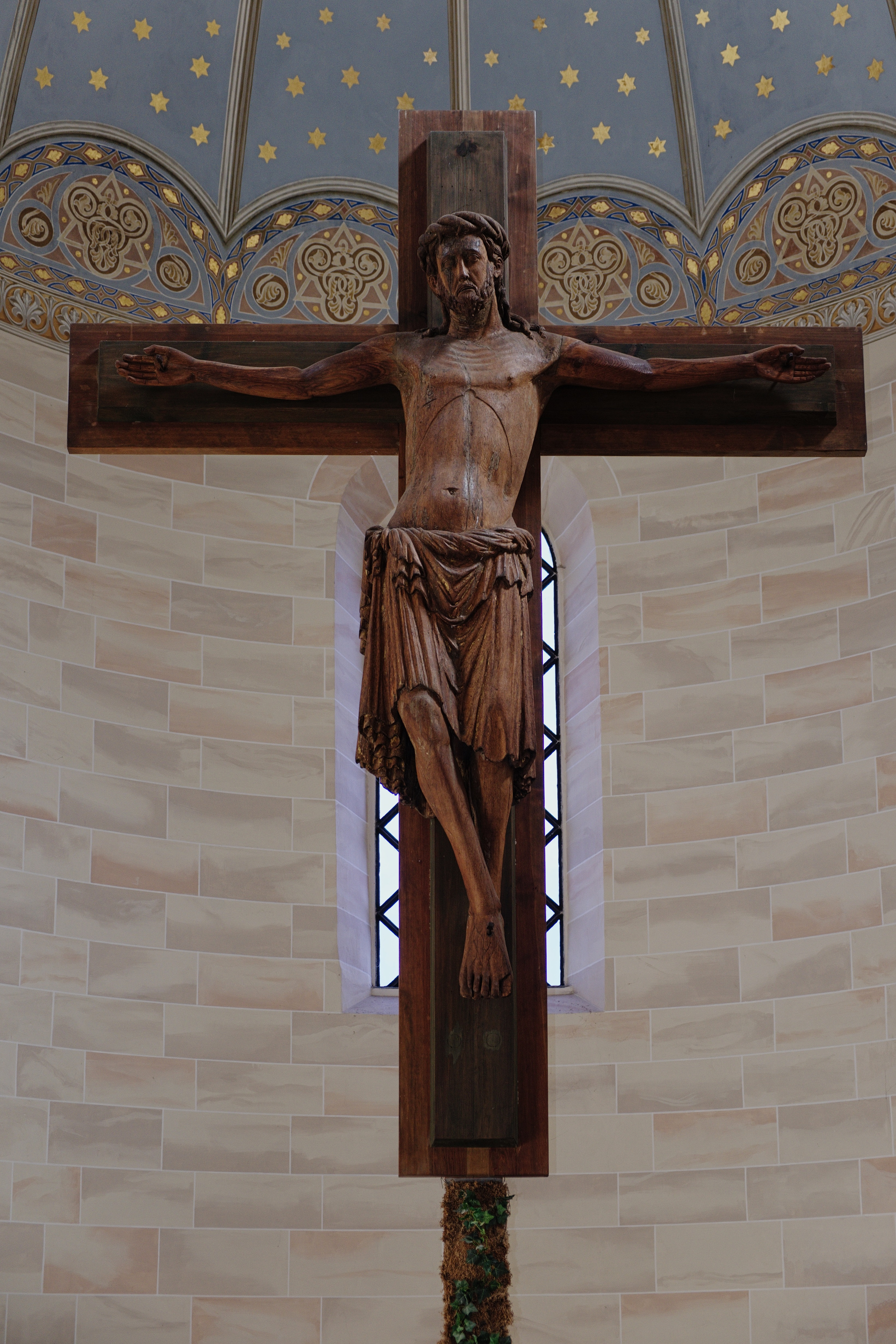
Kloster Lausnitz – Triumphkreuz von ca. 1235/1240